# Stewart Imlach
James John Stewart Imlach (* 6. Januar 1932 in Lossiemouth; † 7. Oktober 2001) war ein schottischer Fußballspieler und -trainer. Sein größter Erfolg als Vereinsspieler war der Gewinn des FA Cups 1959 mit Nottingham Forest, als schottischer Nationalspieler war sein größter Erfolg die Teilnahme an der Fußball-Weltmeisterschaft 1958 in Schweden, bei welcher er zwei seiner insgesamt vier Länderspiele bestritt. Die offizielle Anerkennung von Imlachs vier Länderspielen, durch die posthume Verleihung der Caps, erfolgte erst im Jahr 2006 durch den schottischen Fußballverband, da vorher für Nationalspieler bis 1975 nur Einsätze beim British Home Championship hiermit ausgezeichnet wurden. Imlachs größte Stärke war seine Schnelligkeit. Nach seiner aktiven Karriere als Fußballspieler arbeitete Imlach im Trainerstab der Vereine Nottingham Forest, dem FC Everton, dem FC Blackpool sowie dem FC Bury. Als er bei dem FC Everton als First Team Coach arbeitete wurde dieser in der Saison 1969/70 Meister der englischen ersten Liga.
Im Jahr 2009 wurde in Lossiemouth der Imlach Way, eine Straße in einem Neubaugebiet der Stadt, nach ihm benannt. Besondere Bekanntheit konnte Stewart Imlach posthum erlangen als einer seiner Söhne, Gary Imlach, das Buch My Father and Other Working-Class Football Heroes veröffentlichte, das im Jahr 2005 als William Hill Sports Book of the Year ausgezeichnet wurde.